# 蘇清波
蘇清波（1921年2月15日—2013年12月30日），台北市南港區人、臺北縣政治人物。他連任兩屆議長、兩屆縣長，他同時創下全台灣最年輕的縣議員及台北縣最年輕的縣長記錄。其政績有開闢自治財源、整頓税收、充實自治財政、健全各級人民團體、強化基層组織、鞏固地方自治、整建道路橋樑水利、推廣農林漁牧事業、發展交通經建。
蘇清波素有「教育縣長」之美名。他在任內完成實施九年國民義務教育、興建中小學校教室、充實各項教學設備。蘇清波在兩屆縣長任內共設有三十六所國民中學及分部兩所，勝於民國五十三年以前台北縣十四所中等學校，幾乎是兩倍半的成長率。

## 生平
蘇清波畢業於台灣總督府鐵道教習所運輸科，1940年起，先後在台灣總督府鐵道部運輸課與業務課擔任職員。在南港鎮民代表時期，獲臺陽礦業公司董事長顏欽賢賞識，聘他為臺陽礦業總經理。不久後，他在臺北市北平路創設臺北運輸倉儲公司。:300-301隨後蘇清波當選第三屆台北縣議會議員、第四屆議員任內當上議長及第五至六屆臺北縣縣長。他專精於鐵路與交通運輸領域。
1960年代，蘇建議台北縣政府轉請台灣省鐵路局，將舊南港車站重新改建；1963年，蘇要求公路局將設於台北車站旁的東、西兩轉運站遷移至館前路鐵路局空地，以增加台北車站的腹地面積。
1964年，蘇清波擔任臺北縣縣長，始推動南港自來水廠擴建工程，並以財政全力支援；另外發展南港都市計畫規劃排水溝、下水道等工程施作，由縣府工務單位傾力協助，將整頓基隆河的排洪問題列為優先要務。隨後，蘇辦理板橋市都市計畫，將江子翠一帶納入板橋市範圍並規劃大片土地用於政府重要機關用地，籌劃興建樓高14樓的新縣府大樓。蘇任縣長時亦全力投注教育資源，因此榮獲「教育縣長」稱號。
1969年7月1日，蘇因涉及永和鎮一樁都市計劃弊案而遭省政府停職。1970年5月1日判決無罪准予復職，為合併選舉延長任期。
1972年，蘇推動毛豬電宰，強調「這是時代的趨勢，也符合衛生原則」。台北縣政府官員甚至為此輪流派遣人員到台北市學習相關經驗。1973年卸任縣長。
1992年，蘇前往三峽鎮為鎮長劉文秀之子証婚，途中因遇到防空警報而延遲抵達時間，抵達目的地後，因為電梯人滿為患，而改走樓梯，造成他血壓爆增，因而中風昏倒，此後行動不便，由家人細心照料。
2013年12月30日，蘇清波辭世，享耆壽92歲。2014年1月25日舉行公祭告別式，新北市市長朱立倫出席擔任主祭官，感念蘇為台北縣的發展奠定良好基礎。